# یووانا
یووانا (به انگلیسی: Yovanna) با نام کامل ایوانا فاسو کالپاکسی (زاده ۱۴ نوامبر ۱۹۳۸) خواننده یونانی است.
او نماینده سوئیس در یوروویژن ۱۹۶۵ بود.